# 102-я отдельная стрелковая бригада (2-го формирования)
102-я отдельная стрелковая бригада (2-го формирования) — воинское соединение РККА в Великой Отечественной войне.
Вела боевые действия в составе 67-й Армии (с января по конец апреля 1943 года) Ленинградского фронта во время операции «Искра». Выполняла задачу по блокированию и окружению Городокского узла сопротивления и, совместно с другими соединениями и частями, уничтожению в нём противника, восстановлению сухопутной связи с «Невским пятачком».

## История
Бригада была сформирована в соответствии с директивами Зам. НКО СССР № орг. 2/787533 от 08.09.1942 года и В/Совета Московского военного округа № 16307 от 11.09.1942 года. Получила наименование 102-я отдельная морская стрелковая бригада, номер ППС — 2267.
6 октября 1942 года была переименована в 102-ю отдельную стрелковую бригаду.
С момента формирования 13 сентября 1942 года, входила в состав войск Московской зоны обороны и по 9 декабря 1942 года дислоцировалась в районе г. Алексин (Сосновый бор) Тульской области.

### Личный состав
К моменту выступления в новый район сосредоточения, бригада имела всего личного состава 6021 человек. Из них старшего и среднего начальствующего состава 554 человека, младшего начальствующего состава — 798 человек, рядового состава — 4669.
Личный состав бригады в возрастном отношении составлял:
- от 19 до 20 лет — 502 человека;
- от 20 до 25 лет — 948 человек;
- от 26 до 30 лет — 1021 человек;
- от 31 до 35 лет — 1152 человека;
- от 36 до 40 лет — 1082 человека;
- от 41 до 45 лет — 1142 человека;
- от 46 до 50 лет — 162 человека;
- Старше 50 лет — 12 человек

На 45 % к общему числу, бригада была укомплектована выздоравливающими раненными, прибывшими из госпиталей.
Моряки, прибывавшие на формирование бригады, сводились, как правило, в отдельные подразделения (взвод, рота, батальон).
После выполнения боевой задачи, бригада имела всего 1721 человек личного состава. Из них начальствующего состава 329 человек, младшего начальствующего состава — 322 человека, рядового — 1070 человек.

#### Потери и пополнения
В связи с трудностями передислокации в госпитали выбыло 65 человек.
За время выполнения боевой задачи бригада понесла потери в личном составе — 5179 человек и получила пополнение — 1064 человека

### Состав
В состав бригады входили четыре отдельных стрелковых батальона, батальон автоматчиков, пулемётный батальон, противотанковый, 120-мм миномётный дивизион и артиллерийский дивизион пятибатарейного состава, разведывательная рота, отдельная рота связи, рота сапёров. Помимо боевых подразделений в составе бригады были авторота, медсанрота и полевая хлебопекарня.
Из-за потерь, понесённых боевыми подразделениями, 23 января 1943 года, взамен четырёх стрелковых батальонов, создаётся два — 2-й и 4-й.
8 февраля, от 11-й стрелковой бригады, взамен пополнения 1924 года рождения, получен 1-й стрелковый батальон в полном составе.
Из-за отсутствия командного состава и командира батальона, 3-й стрелковый батальон сформирован заново не был.

### Вооружение
На вооружении бригада имела винтовки, в том числе снайперские, ППШ, ручные и станковые пулемёты, противотанковые ружья, 76-мм и 45-мм пушки , 120-мм, 82-мм и 50-мм миномёты, рации, ампуломёты, противогазы, зенитные пулемёты и лошадей.

В книге Участника Великой Отечественной войны и Операции «Искра» Шигина Г. А. приведены следующие строки — воспоминания командира бригады подполковника Батлук А. В. о прибывающих на Ленинградский фронт из Резерва Ставки морских стрелковых бригадах:

«… по количеству вооружения и личного состава эти бригады не многим уступали стрелковым дивизиям того времени.»
Количество вооружений и личного состава, в сравнении с требованиями постановлений ГКО, в следующей таблице.
|                             | ГКО-828сс от 22.10.1941 | ГОКО-1603сс от 14.04.1942 | ГОКО-2124сс от 29.07.1942 | Всего в 102-й бригаде | Всего в 102-й бригаде |
| на 9.12.1942                | ГКО-828сс от 22.10.1941 | ГОКО-1603сс от 14.04.1942 | ГОКО-2124сс от 29.07.1942 | на 19.02.1943         |                       |
| --------------------------- | ----------------------- | ------------------------- | ------------------------- | --------------------- | --------------------- |
| Людей                       | 4500                    | 5000                      | 6000                      | 6021                  | 1721                  |
| Винтовки                    | 3048                    | 3263                      | 3830                      | 3546                  | 926                   |
| Винтовки снайперские        | 3048                    | 3263                      | 3830                      | 89                    | 926                   |
| Пистолеты-пулемёты (ППШ)    | 483                     | 621                       | 824                       | 1213                  | 325                   |
| Пулемёты ручные             | 59                      | 145                       | 145                       | 119                   | 3                     |
| Пулемёты станковые          | 36                      | 48                        | 75                        | 60                    | 11                    |
| Крупнокалиберные пулемёты   | 3                       | 3                         | 3                         | 3                     | 3                     |
| Противотанковые ружья       | 48                      | 80                        | 156                       | 156                   | 82                    |
| Пушки 76-мм полковые        | 4                       | 4                         | 4                         | 20                    | 12                    |
| Пушки 76-мм УСВ             | 8                       | 8                         | 16                        | 20                    | 12                    |
| Пушки 45-мм                 |                         | 12                        | 12                        | 12                    | 3                     |
| Пушки 57-мм противотанковые | 12                      |                           |                           |                       |                       |
| Миномёты 50-мм              | 24                      | 24                        | 36                        | 36                    | 1                     |
| Миномёты 82-мм              | 24                      | 24                        | 48                        | 18                    | 21                    |
| Миномёты 120-мм             | 8                       | 8                         | 12                        | 12                    | 10                    |
| Ампуломёты                  |                         |                           | 24                        | 24                    | ?                     |
| Ранцевые огнемёты           | 60                      |                           |                           |                       |                       |

## Командиры
- подполковник Батлук, Алексей Васильевич[3] (октябрь 1942 — 17 января 1943 года)
- полковник Угрюмов, Николай Степанович[3][4][14] (17 января — 22 апреля 1943 года)

## Подчинение
| Дата       | Фронт         | Армия                   | Примечание |
| ---------- | ------------- | ----------------------- | ---------- |
| 18.09.1942 |               | Московская зона обороны |            |
| 20.12.1942 | Ленинградский | -                       | Резерв     |
| 07.01.1943 | Ленинградский | 67-я Армия              |            |

## Участие в боевых действиях
С 8 декабря 1942 года по 6 января 1943 года бригада меняет место дислокации. Железнодорожным транспортом переместилась в район Токсово Ленинградской области. С 20 декабря по 6 января находится в распоряжении Ленинградского фронта, 8 января влилась в состав 67-й Армии.

### В операции «Искра»
На 11 января 1943 года бригада находится в районе села Большое Манушкино, а её артдивизион в районе отм.16.7 Ленинградской области (Карта 1:25000 от 1939 года), в 2-х километрах от правого берега Невы напротив Марьино. Артиллерийский, противотанковый и миномётный дивизионы бригады с 11 января включены в состав артиллерийской группы 45-й Гвардейской стрелковой дивизии. С 12 января поддерживают наступающие части дивизии.
С началом операции «Искра» бригада получила приказ от Военного совета 67-й Армии на форсирование р. Нева, в дальнейшем овладеть 2-м, 1-м Городками Невдубстроя и 8 ГЭС.

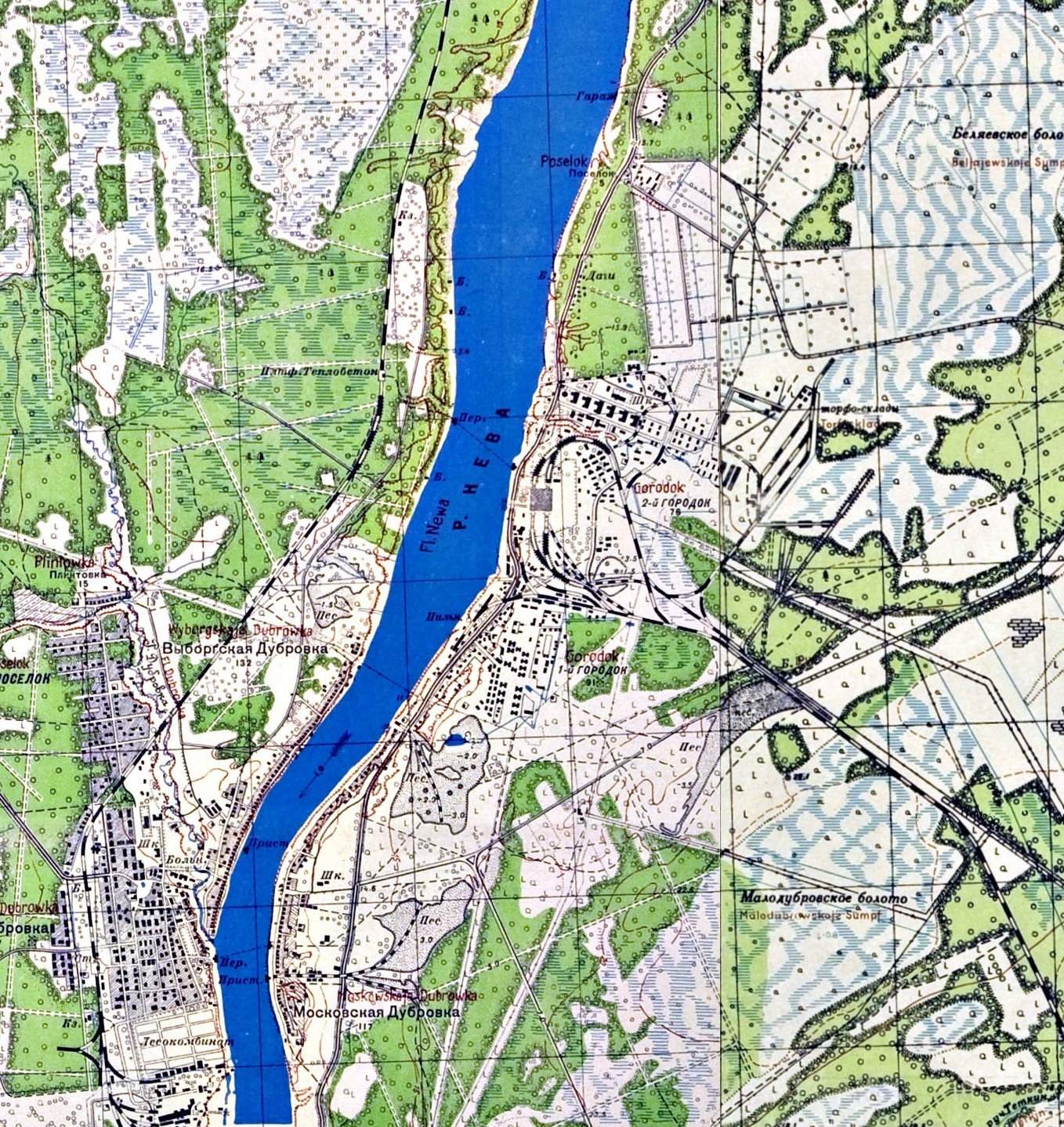
1-й, 2-й Городки Невдубстроя, 8-я ГЭС (по центру). В левом нижнем углу «Невский пятачок». Фрагмент карты 1:25000 1939 года. Источник: сайт [http://xn----5-5cdfztilj2adckiy0h.xn--p1ai/ Рабочий-посёлок-5.рф

Здесь, на левом берегу р. Нева, в 1-1.5 км северо-восточнее «Невского пятачка», располагался один из особо мощных узлов сопротивления немцев. Высокие железобетонные здания Городков и ГЭС, почти не поддававшиеся артиллерии, имевшейся в штурмующих соединениях, кирпичные дома, высокие железнодорожные насыпи с многочисленными тупиками и петлями, курганы шлака, образовавшегося от сжигания топлива на электростанции, вагоны стоящие на рельсах — все это было использовано врагом для создания прочной круговой обороны. Имелось большое количество ДЗОТов, блиндажей, пулемётных гнёзд, соединённых между собой ходами сообщений. Железнодорожный участок, соединявший район с Синявино, полностью простреливался артиллерией противника с Синявинских высот. Болотистая местность, покрытая редким кустарником и лесными массивами, нахождение района на господствующей высоте, дающее врагу полностью просматривать прилегающую местность, создавали сложности, а разведку делали почти невозможной. Оборонялся здесь 391-й пехотный полк 170-й пехотной дивизии, усиленный 161-м инженерным батальоном и 240-м велоотрядом.
В бой бригада введена утром 14 января в полосе наступления 268-й стрелковой дивизии, контратакованной немцами на кануне, для усиления её правого фланга и блокирования 2-го Городка, 8-й ГЭС и 1-го Городка, в полосе между Посёлок и 2-й Городок.
Начало боёв сложилось не удачно — бригада сразу же была контратакована врагом, связь со штабом армии потеряна. За первые четыре дня, согласно Журналу боевых действий, потери составили более 2000 человек.
16-го и 17-го января, после непрерывных боёв, 102-й и 123-й стрелковым, 152-й танковой бригадам и 123-й стрелковой дивизии удаётся сломить сопротивление врага.
Совместно с 13-й стрелковой дивизией и 220-й танковой бригадой, при поддержке артиллерийских и миномётных полков, бригада ведёт бои за Городокский узел сопротивления с задачей соединиться с частями 45-й Гвардейской стрелковой дивизии, но безуспешно. Это объяснялось измотанностью войск круглосуточными боями накануне. 19-го и 20-го января блокирует его с севера и северо-востока и переходит к обороне.
С 15-го по 17-го февраля, совместно с 138-й стрелковой бригадой, наступавшей со стороны «Невского пятачка», и 142-й морской стрелковой бригадой, наступавшей с востока, при поддержке артиллерии большой мощности, включая корабельные орудия Балтийского флота, разрушавшими здания 8-й ГЭС, ведёт бои за овладение Городокским узлом. К 16-му февраля овладевает 2-м Городком и 8-й ГЭС. 17-го февраля завершает штурм 1-го Городка.
С уничтожением противника в этом районе, связь с «Невским пятачком» была восстановлена.

#### Хронология боевых действий
14 января 1943 года в 9 часов боевые подразделения бригады сосредоточились севернее платформы Теплобетон. Левый сосед — 272-й стрелковый полк 123-й стрелковой Ордена Ленина дивизии. На правом фланге соседа нет. В боевых порядках бригады действуют огнемётчики 175-й отдельной роты ранцевых огнемётов и сапёры 6-го инженерно-сапёрного батальона 52-й инженерно-сапёрной бригады.
1-й батальон полностью перешёл Неву в 9:20 и, отбрасывая мелкие группы противника, продолжил движение, готовя плацдарм для наступления бригады. 3-й батальон — к 15:00, двумя ротами, а одна, ввиду сильного обстрела со стороны 2-го Городка и 8-й ГЭС, до 16:30 залегла на Неве, где понесла потери. Бригада полностью перешла на левый берег к концу следующего дня. Командный пункт развёрнут на левом берегу, рядом с шоссе между Гараж и Посёлок (отм. 15.7 Карта 1:25000 от 1939 года. Архивировано 30 января 2018 года.), в одном километре южнее Марьино.
16 января, после артподготовки, в 12:15 бригада начала наступление. 4-й батальон зацепился за северную окраину 2-го Городка и вёл бой на улицах. 3-й батальон залёг перед ним. 1-й батальон вышел на южную опушку рощи восточнее 2-го Городка.
17 января, при поддержке танков, 4-му и 3-му батальонам удалось занять северную и северо-восточную часть 2-го Городка до Школы. 1-й батальон, заняв рощу восточнее 2-го Городка, продолжил наступление.
18 января 1-й и 2-й батальоны с приданным 37-м отдельным истребительным противотанковым батальоном, миномётным дивизионом бригады и приданным танковым батальоном 220-й танковой бригады, достигли железной дороги, идущей от Синявино к 8-й ГЭС, по которой снабжалась группировка противника.

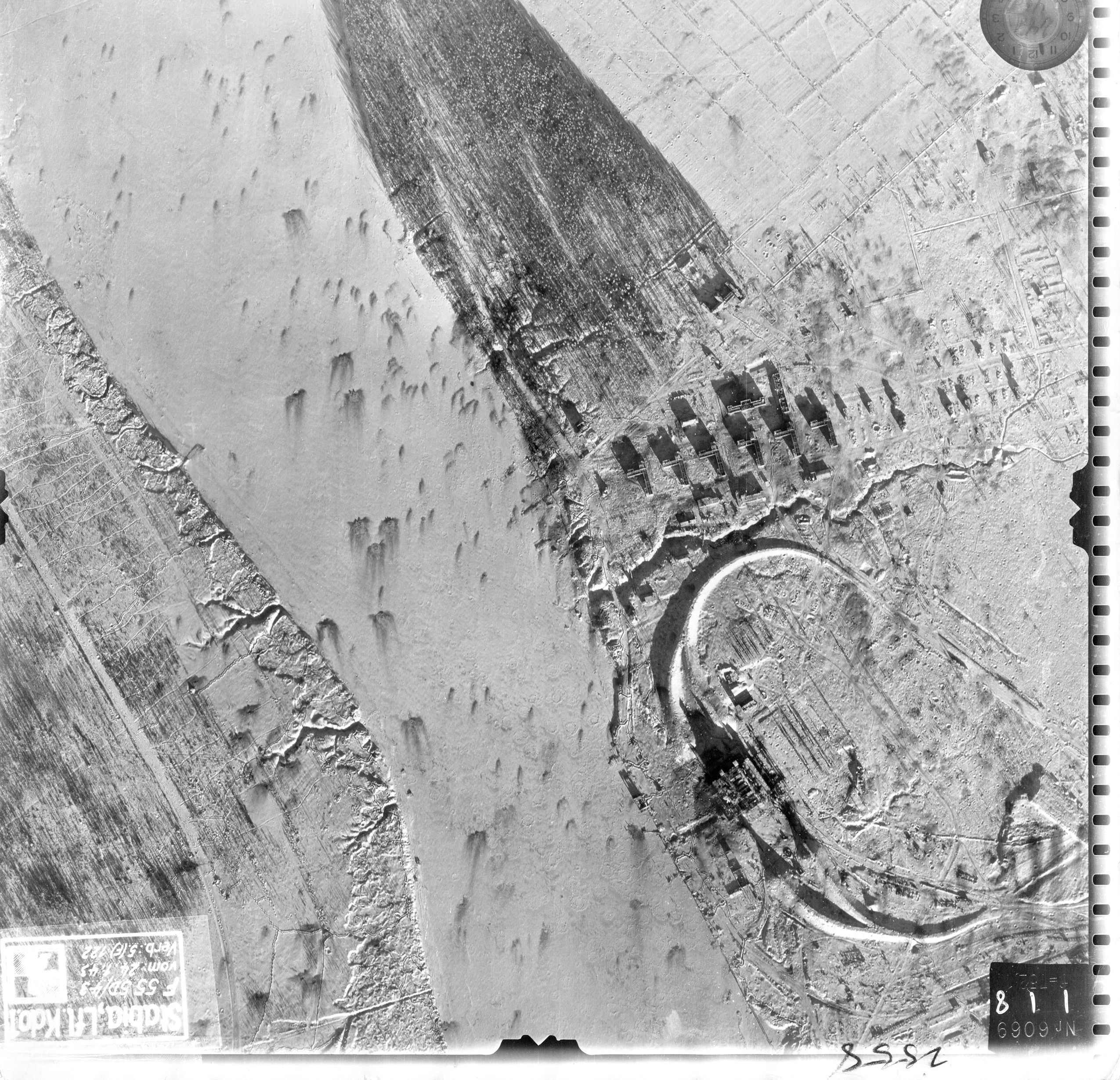
Аэрофотосъёмка Люфтваффе, выполненная 25 января 1943 года. В правом нижнем углу видна 8-я ГРЭС с высокими железнодорожными насыпями, чуть севернее железобетонные дома 2-го Городка, Школа, ещё севернее Больница. Восточнее от домов — разрушенные артиллерией кирпичные строения.

20 января, из-за сильного обстрела, 4-й батальон оставил здание Школы и занял рубеж на северной окраине 2-го Городка.
21 января по Боевому распоряжению Командующего 67-й Армии О прочном закреплении на достигнутом рубеже, наступление приостанавливается. Действия ограничены ведением огневого боя, разведкой и усовершенствованием занимаемых позиций в инженерном отношении. Части бригады передают свои позиции 16-му Укреплённому району с задачей блокировать противника и, с 29 января, совместно с 74-м отдельным пулемётно-артиллерийским батальоном, не допустить его прорыва на север и северо-восток.
К 23 января общие потери стрелковых батальонов, пулемётного батальона и батальона автоматчиков достигли 70 % от первоначальной численности. В сложившихся условиях бригаде требовалось пополнение. Ввиду малочисленности, взамен существующих батальонов создаётся два. Личный состав 1-го и 3-го стрелковых батальонов влит во 2-й и 4-й батальон соответственно. Бригада перешла к обороне в районе северо-восточнее 2-го Городка (2-й ОСБ) и восточнее 8-й ГЭС (4-й ОСБ) фронтом на юго-запад. Бригада поддерживается приданными 37-м ОИПТБ, 74-м ОПАБ и 799-м артполком 268-й стрелковой дивизии. Были даны указания к организации прочной обороны. Бригада выполняет задачу окружения и блокирования района 2-го, 1-го Городков и 8-й ГЭС.
24 января, для укрепления левого фланга бригады, по приказу командующего 67-й армией, в подчинение командиру бригады переходит 272-й стрелковый полк 123-й стрелковой дивизии.
4 февраля в распоряжение командира бригады поступает сводный отряд снайперов-истребителей 104-го пограничного полка НКВД в количестве 121 человек.
8 февраля 272-й стрелковый полк сменян 1-м стрелковым батальоном 11-й отдельной стрелковой бригады. Батальон влит в состав бригады и занял район обороны на левом фланге. Воспользовавшись сменой, противник трижды атаковал левый фланг. Атаки были отбиты с большими потерями для обеих сторон
13 февраля для усиления 1-го стрелкового батальона бригады придана 33-я отдельная штрафная рота в количестве 173 человека, которая заняла оборону между 2-й ротой и 2 стрелковым батальоном. Бригада начала наступление на 2-й Городок. Несмотря на яростное сопротивление немцев, боями, местами доходившими до рукопашных схваток, удалось отбросить врага в этом районе. Захвачены военный городок и железнодорожная насыпь с вагонами на рельсах. Дальнейшее наступление было приостановлено двумя контратаками противника
14 и 15 февраля, частично перегруппировавшись, готовилась к штурму.
15 февраля 1943 года бригада, совместно с 142-й и 138-й стрелковыми бригадами, а также приданными подразделениями и частями, начала штурм Городокского узла.
16 февраля бригада штурмом взяла 2-й Городок и 8-ю ГЭС и левым краем зашла на северную окраниу 1-го Городка.
17 февраля в 2 часа ночи, вместе с бронебатальоном 30-й гвардейской танковой бригады, начала штурм 1-го Городка и к 5 часам овладела им. К 10:00 правым флангом соединились с подразделениями 138-й стрелковой бригады, наступавшей с юга. В течение дня КП бригады оборудуется в районе 8-й ГЭС.
19 февраля бригада выведена из боя.

### Охрана Ладожской ледовой трассы
19 февраля в 18 часов, согласно боевому приказу, части бригады маршем перемещаются к Лодожскому трудопоселку (Ваганово) и к началу следующих суток сменяют части 55-й отдельной стрелковой бригады.
Бригада выполняла задачу, поставленную Военным советом 67-й Армии, по охране Ладожской ледовой трассы и занималась боевой подготовкой.
30 марта, с освобождением Ладожского озера ото льда, отошла на берег и обороняла западное побережье озера.

## Дальнейшие события
29 апреля боевым распоряжением Ленфронта № 0018/оп от 20.04.43г. бригада была расформирована и пошла на формирование 124-й стрелковой дивизии.

## Награждённые
За выполнение бригадой боевой задачи представительными наградами награждено 312 человек. Из них:
- Орденом Красного Знамени — 3 человека;
- Орденом Отечественной войны 1 степени — 1 человек;
- Орденом Александра Невского — 2 человека;
- Орденом Красной Звезды — 84 человека;
- Медалью «За отвагу» — 133 человека;
- Медалью «За Боевые Заслуги» — 89 человек

## Известные люди, служившие в бригаде
- Мортин Фёдор Константинович — заместитель (1954—1958), первый заместитель (1958—1971) и начальник (1971—1974) Первого главного управления МГБ — КГБ СССР. В 102-й бригаде занимал должность начальника политотдела.[33]

## Память

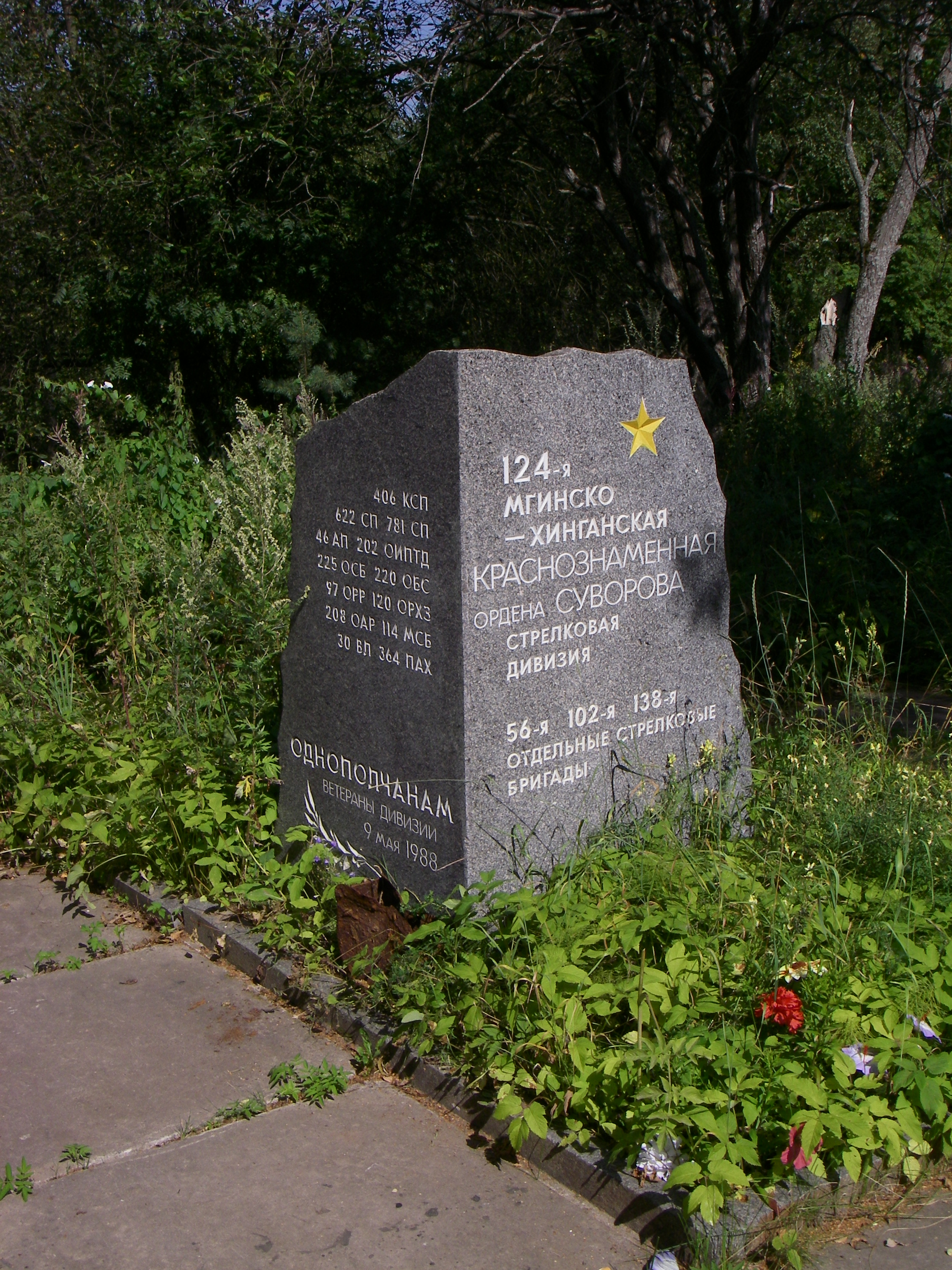
Памятник воинам 124-й стрелковой дивизии на Синявинских высотах, с упоминанием 56-й, 102-й и 138-й отдельных стреловых бригад, из которых она сформирована.